# Hodgson River Road
Die Hodgson River Road ist eine Piste im Norden des australischen Northern Territory. Sie verbindet den Stuart Highway nördlich von Daly Waters mit dem Roper Highway bei der Siedlung Bringung.

## Verlauf
12 km nördlich von Daly Waters zweigt die unbefestigte Straße vom Stuart Highway nach Osten ab und führt am Scarlet Hill und der Quelle des Strangways River vorbei bis zum Oberlauf des Hodgson River. Von dort führt eine weitere Piste nach Osten weiter nach Nutwood Downs am Hodgson River und Minamia (Cox River) am Arnold River.
Die Hodgson River Road führt von diesem Abzweig aus nach Norden entlang des Hodgson River zur gleichnamigen Siedlung und den Siedlungen Minyerri und Hodgson Downs. Dort verlässt die Piste das Flussufer und erreicht bei Bringung den Roper Highway.